# Thomas J. Fitzpatrick (Politiker, 1918)
Thomas „Tom“ J. Fitzpatrick (irisch Tomás Mac Giolla Phádraig, * 14. Februar 1918 in Scotshouse, County Monaghan; † 2. Oktober 2006) war ein irischer Politiker der Fine Gael.

## Biografie
Fitzpatrick absolvierte zunächst ein Studium der Rechtswissenschaften und war anschließend als beratender Rechtsanwalt (Solicitor) tätig.
Seine politische Laufbahn begann er 1961, als er als Kandidat der Fine Gael erstmals zum Mitglied des Seanad Éireann gewählt wurde. Dort gehörte er bis 1965 der Gruppe der Verwaltung an. Im Anschluss wurde er dann zum Abgeordneten (Teachta Dála) des Dáil Éireann, dem Unterhaus des irischen Parlaments, gewählt und vertrat dabei 24 Jahre bis 1989 die Interessen des Wahlkreises Cavan und dann ab 1977 des Wahlkreises Cavan-Monaghan.
Am 14. März 1973 berief ihn Taoiseach Liam Cosgrave zum Minister für Ländereien in dessen Kabinett. Im Rahmen einer Kabinettsumbildung war er anschließend von Dezember 1976 bis zum Ende von Cosgraves Amtszeit am 25. Mai 1977 Minister für Verkehr und Energie. Zwischen Juni 1981 und März 1982 war er außerdem Minister für Fischerei und Forstwirtschaft in der Regierung von Taoiseach Garret FitzGerald.
Nach der Wahl zum 24. Dáil Éireann wurde er als Nachfolger von John O’Connell am 14. Februar 1982 neuer Vorsitzender (Ceann Comhairle) des Dáil. Dieses Amt hatte er bis zum 9. März 1987 inne, als er von Seán Treacy in diesem Amt abgelöst wurde. 1989 schied er dann aus dem Dáil Éireann aus, nachdem er zuvor auf eine erneute Kandidatur verzichtet hatte.